# 陰核肥大
陰核肥大（いんかくひだい (英: Clitoromegaly)、または巨大陰核 (英: Macroclitoris)）は、ほとんどが先天的または後天的な陰核の異常な肥大であるが、女性の性器改造の一形態として意図的に誘発された陰核肥大は、テストステロンを含む各種の同化ステロイドの使用によって形成され、陰核肥大と呼ばれることもある。陰核肥大は、性的興奮中に見られる陰核の正常な肥大と同一のものではない。

## 測定
性器の曖昧さの程度の違いは、一般的にプラダー尺度によって測定されている。男性化度の高い順に、1：陰核肥大を伴う女性の外性器から、5：正常な男性の外性器のように見える偽陰茎までの範囲で測定されている。

## 原因
陰核肥大は稀な疾患であり、出生時に認められる場合と、後天的に認められる場合がある。出生時に存在する場合は、先天性副腎過形成症が原因の1つであることがある。というのも、この状態では女性胎児の副腎が追加してアンドロゲンを産生し、新生児は男性か女性かがはっきりしない曖昧な生殖器を持つためである。妊娠中にノレシステロンを投与された妊婦では、胎児の男性化が起こり、陰核の肥大をもたらす。しかし、より安全な黄体ホルモンの使用により、現在ではほとんど見られなくなっている。また、フレーザー症候群として知られる常染色体劣性先天性疾患が原因となることもある。
後天性陰核肥大では、主な原因は、多嚢胞性卵巣症候群（PCOS）や高血圧症など、成人女性に影響を及ぼす内分泌ホルモンの不均衡である。後天性陰核肥大は、卵巣および他の内分泌腺に影響を及ぼす病理学的疾患によっても引き起こされることがある。これらの病理には、ウイルス性の腫瘍（アレノブラストーマなど）や神経線維腫性腫瘍が含まれることがある。別の原因として、クリトリスの嚢胞がある。場合によっては、明らかな臨床的理由またはホルモン的理由がないこともある。
主に筋肉の成長、強さ、外見を強化するためにアンドロゲンを使用する女性のボディビルダーやアスリート（ドーピングを参照）は、陰核の明らかな肥大と性欲の増加を経験することもある。トランスジェンダーの男性がトランスジェンダーホルモン療法の一環としてテストステロンを服用する場合（女性から男性へ）、陰核の男性化は望まれる効果であるかもしれない。利用される要量は低いが、低性欲治療、骨粗鬆症の回避、抗うつ療法の一部などを目的とした治療上の理由のためにテストステロンを使用している女性は、陰核の肥大をある程度経験する。偽性陰核肥大または偽性肥大は、「自慰行為によって幼い女の子に関して報告されている。外陰部の皮膚を弄ると、機械的な外傷が繰り返され、外陰部と小陰唇が拡大し、真性の陰核肥大のように見える」。

## 解剖
ロバート・ラトゥー・ディッキンソン著『Atlas of Human Sex Anatomy』（1949年）では、典型的な陰核は、横方向の幅が3～4mm（0.12～0.16インチ）、縦方向の幅が4～5mm（0.16～0.20インチ）であると定義されている。一方、産科婦人科の医学文献では、陰核の定義として、陰核の指標（縦方向の幅と横方向の幅の積）が70mm2（0.1インチ2）を超えている場合が頻出しており、これは上記で示された平均的なサイズの陰核のほぼ4倍の大きさである。

## 人権への配慮
完全または部分的な陰核切除術による早期の陰茎肥大に対する外科的縮小処置は議論の的となっており、そのような治療にさらされたインターセックスの女性は、身体感覚の喪失、および自律性の喪失について語っている。近年、人権機関は、このような特徴を持つ女性の早期の外科的管理について批判している。
2013年には、発展途上国の無名のエリート女性アスリート4人が、テストステロン検査を受けた結果、インターセックスの状態であることが判明し、後に性腺摘出手術と部分的な陰核摘出手術を受けたことが医学誌で明らかになった。2016年4月、国連の健康に関する特別報告者であるダイニウス・プラスは、この処置を 「それらの処置を正当化する症状や健康上の問題がない場合」の女性性器切除の一形態として非難した。